# ФК «Крылья Советов» Куйбышев в сезоне 1943
Сезон 1943 — 2-й сезон «Крыльев Советов».

## Состав
|  | Союз Советских Социалистических Республик | Вр  | Павел Лобов       | 1922 |  |  |  |  |
|  | Союз Советских Социалистических Республик | Вр  | Алексей Росовский | 1923 |  |  |  |  |
|  |                                           |     |                   |      |  |  |  |  |
|  | Союз Советских Социалистических Республик | Защ | Игорь Антонов     | 1913 |  |  |  |  |
|  | Союз Советских Социалистических Республик | Защ | Михаил Людковский | 1913 |  |  |  |  |
|  | Союз Советских Социалистических Республик | Защ | Виктор Федосов    | 1915 |  |  |  |  |
|  | Союз Советских Социалистических Республик | Защ | Сергей Фурсов     | 1910 |  |  |  |  |
|  |                                           |     |                   |      |  |  |  |  |
|  | Союз Советских Социалистических Республик | ПЗ  | Борис Герасимов   | 1913 |  |  |  |  |
|  | Союз Советских Социалистических Республик | ПЗ  | Игорь Горшков     | 1921 |  |  |  |  |
|  | Союз Советских Социалистических Республик | ПЗ  | Виктор Новиков    | 1912 |  |  |  |  |
|  |                                           |     |                   |      |  |  |  |  |

| № |                                           | Поз. | Имя              | Год рождения |
| - | ----------------------------------------- | ---- | ---------------- | ------------ |
|   | Союз Советских Социалистических Республик | Нап  | Валентин Захаров | 1921         |
|   | Союз Советских Социалистических Республик | Нап  | Иван Пукало      | 1917         |
|   | Союз Советских Социалистических Республик | Нап  | Иван Рожков      | 1920         |
|   | Союз Советских Социалистических Республик | Нап  | Сергей Румянцев  | 1916         |
|   | Союз Советских Социалистических Республик | Нап  | Дмитрий Синяков  | 1921         |
|   | Союз Советских Социалистических Республик | Нап  | Владимир Теляк   | 1913         |
|   | Союз Советских Социалистических Республик | Нап  | Михаил Ходня     | 1915         |

## Кубок города Куйбышева
| июль 1943 | Крылья Советов | 3:1 | командой капитана Горячева | Локомотив |

## Чемпионат ДСО Крылья Советов
Чемпионат состоялся с 10 по 17 октября на куйбышевском стадионе «Наука».
| 10 октября 1943 | Крылья Советов | 4:1 | Крылья Советов (Горький) | Куйбышев       |
|                 |                |     |                          | Стадион: Наука |

| октябрь 1943 | Крылья Советов | –:– | Крылья Советов (Молотов) | Куйбышев       |
|              |                |     |                          | Стадион: Наука |

| октябрь 1943 | Крылья Советов | –:– | Крылья Советов (Уфа) | Куйбышев       |
|              |                |     |                      | Стадион: Наука |

| октябрь 1943 | Крылья Советов | –:– | Крылья Советов (Казань) | Куйбышев       |
|              |                |     |                         | Стадион: Наука |

| 17 октября 1943 | Крылья Советов | 2:1 | Крылья Советов (Москва) | Куйбышев       |
|                 |                |     |                         | Стадион: Наука |

## Товарищеские встречи
| 8 августа 1943 | Крылья Советов                 | 4:5   | Крылья Советов (Москва) | Куйбышев                                        |
| 18:30 | Новиков –2 · Синяков · Горшков | [ a ] |                         | Стадион: Локомотив Судья: И.Шурочкин (Куйбышев) |
| Крылья Советов: Росовский, Антонов, Людковский, Примак, Новиков, Михеев, Захаров, Горшков, Румянцев, Бурмистров, Синяков Крылья Советов (Москва): Архаров, Карелин, Алешин, Давыдов, Ильичев, Егоров, Янушков, Касимов, Севидов, Конов, Ратников |                                |       |                         |                                                 |

| 12 сентября 1943          | Крылья Советов | 2:4 | сборная Сталинграда           | Куйбышев                                    |
|                           | Горшков 8′     |     | 30′ · Шляпин · Фролов · Гусев | Стадион: Наука Судья: И.Шурочкин (Куйбышев) |
| Крылья Советов: Росовский |                |     |                               |                                             |

В сентябре команда провела три товарищеских встречи с командами Сталинграда.
| сентябрь 1943 | Сталинград | 1:0 | Крылья Советов | Сталинград |

| сентябрь 1943 | Сталинград | 1:3 | Крылья Советов | Сталинград |

| сентябрь 1943 | Сталинград | 1:1 | Крылья Советов | Сталинград |

## Комментарии
1. ↑  на этот матч были выпущены пригласительные билеты анонсировавшие футбольный матч МОСКВА (мастера "Крылья Советов") - КУЙБЫШЕВ (команда капитана Новикова)